# Ратищівські липи
Ратищівські липи — ботанічна пам'ятка природи місцевого значення в Україні. Пам'ятка природи розташована на території Тернопільського району Тернопільської області, село Ратищі, неподалік школи, біля пам'ятного знака (хрест), на честь скасування кріпосного права.
Площа — 0,02 га, статус отриманий у 2012 році.